# ريد بل براغانتينو
رد بل براغانتينو، المعروف باسم براغانتينو، هو نادي كرة قدم برازيلي مقره براغانكا باوليستا، ساو باولو. ينافس في الدرجة الأولى، وكذلك في بطولة باوليستا.
كان اسم النادي هو كلوب أتليتيكو براغانتينو ، قبل أن يصبح مملوك لشركة ريد بل في عام 2020 والتي أعادت تسمية النادي وغيرت ألوانه من الأسود والأبيض التقليدي إلى الأحمر والأبيض. 
على الرغم من أن الشراكة بين النادي والشركة بدأت في أبريل 2019، عندما كان النادي يلعب في الدرجة الثانية، كان الفريق يُدعى براغانتينو وكانت ريد بل مجرد راعي فقط. لكن في 2020، تم تغيير اسم النادي إلى «ريد بل براغانتينو».
في موسمهم الأول، كان النادي بطلا لبطولة الدوري البرازيلي الدرجة الثانية 2019 وصعد للدرجة الأولى ونجح في التأهل إلى دور الـ 16 من كأس البرازيل 2020.

## الشعار القديم

## بعض المعلومات
تأسس النادي في 8 يناير 1928 واسم ملعبه هو استاد نابي أبي شديد
فاز بلقب بطولة باوليستا 1990.

## وصلات خارجية
- Official Web Site
- Fansite